# Jerry Fielding
Jerry Fielding (Pittsburgh, Pensilvania, Estados Unidos, 17 de junio de 1922 - Toronto, Ontario, Canadá, 17 de febrero de 1980) fue un músico de jazz, director de big band y compositor de música de cine y televisión estadounidense, nominado al Premio Oscar por algunas de sus composiciones. Los realizadores de cine con los que colaboró habitualmente fueron Sam Peckinpah, Clint Eastwood y Michael Winner. Se recuerdan especialmente sus composiciones para el primero de ellos, como The Wild Bunch, Perros de paja o Quiero la cabeza de Alfredo García.

## Trayectoria profesional
Nació como Joshua Itzhak Feldman el 17 de junio de 1922, en la ciudad de Pittsburgh, Pensilvania, en el Noreste de Estados Unidos. Sus padres eran Hiram Harris Feldman y Esther Feldman. Aprendió a tocar el clarinete y se unió a una banda musical de ámbito escolar. Ingresó en el Carnegie Institute for Instrumentalists, teniendo que abandonarlo al poco tiempo de asistencia por problemas de salud. Tras recuperarse, trabajó en el Stanley Theatre de Pittsburgh. Dejó su ciudad natal a los 17 años para unirse a la banda de Swing Alvino's Ray Swing Band, realizando después arreglos para bandas de jazz de Los Ángeles como las de Claude Thornhill, Jimmie Lunceford, Tommy Dorsey, Charlie Barnet y Les Brown.
Fieding tuvo su primera oportunidad como vocalista para el LP de Ruth Olay Easy Living, publicado por Mercury Records. En 1959, Fielding firmó con Signature Records para una serie de álbumes, comenzando con un disco de temas navideños.

## Radio
Fielding realizó los arreglos para el programa de radio Kyser’s Kollege of Musical Knowledge y lideró la banda que interpretó las sintonías de otros programas, como The Jack Paar Program (1947–1949), The Hardy Family (1952-1953), You Bet Your Life (1949-1952), The Life of Riley, y The Sweeney and March Show. Lideró la banda del show radiofónico de Groucho Marx Groucho Marx’s You Bet Your Life durante algunos años. Para la radio, y también con el propósito de realizar grabaciones discográficas, formó la Jerry Fielding Orchestra.

## Inclusión en la lista negra de Hollywood
Fielding era miembro de Hollywood Writers Mobilization (después el Independent Progressive party), grupos considerados por algunos como comunistas), lo que hizo que fuera llamado a declarar ante el Comité de Actividades Antiamericanas (House Un-American Activities Committee) en diciembre de 1953. Fielding se acogió a la quinta enmienda (Fifth Amendment to the United States Constitution/Fifth Amendment), rehusando divulgar los nombres de otros miembros, por lo que sería incluido en la Lista negra de Hollywood. Esto le impediría trabajar en adelante en la televisión, para la que ya había comenzado a componer e interpretar algunas bandas sonoras. Fielding se trasladó entonces a Las Vegas, Nevada, donde dirigió una banda en el hotel  Royal Las Vegas Hotel, y realizó una gira con la orquesta de su mismo nombre.  También grabó álbumes para Decca Records, incluyendo Sweet with a Beat (lanzado en 1955) y Fielding’s Formula (1957).

## Televisión
En 1952 condujo el programa de televisión The Jerry Fielding Show. En 1959, Fielding fue asignado para dirigir la música de la serie de TV de breve existencia The Betty Hutton Show. Fielding ya había trabajado anteriormente con Betty Hutton realizando arreglos y dirigiendo la música de alguno de sus musicales.
En la década de los 60 compondría principalmente para el medio televisivo, superando el medio centenar de títulos, entre series regulares, películas para televisión y programas especiales. En 1964 fue el director musical del especial televisivo de la 16.ª edición de los Premios Emmy.

## Cine
En 1962 le llegó su primera gran oportunidad en el cine de la mano del realizador de origen austriaco Otto Preminger, quien le confió la banda sonora de Tempestad sobre Washington. Siguió trabajando en la televisión hasta que comenzó su fructífera relación profesional con Sam Peckinpah, para el que compondría en1969 la música del Western Grupo Salvaje/La pandilla salvaje (The Wild Bunch). Fielding obtuvo por esta película su primera nominación al premio Óscar en la categoría de mejor banda sonora en film dramático. Recibiría otras dos, por Perros de paja (Straw Dogs, 1971), también de Peckinpah; y  El fuera de la ley (The Outlaw Josey Wales, 1976), de Clint Eastwood. Para Eastwood compuso también la banda sonora de Ruta suicida (The Gauntlet, 1977), en la que evidenciaba su bagaje como músico y compositor de jazz. Al margen de con su experiencia previa, Fielding contó con la experimentación para musicar algunos títulos, como en el film de ciencia ficción Engendro mecánico (1977), de Donald Cammell. Otro realizador que contó habitualmente con él fue el inglés Michael Winner, para el que compuso media docena de bandas sonoras entre 1971 y 1978. Fielding llegó al cine de manera algo tardía, pero trabajo en él ya sin descanso hasta su muerte.

## Vida personal
Fielding se casó en dos ocasiones, primero con la asistente de producción de la banda de Kay Kyser, Ann Parks, en diciembre de  1946 en Tijuana, México. El matrimonio adoptó dos niños. Se divorciaron en la primavera de 1963. Su segundo matrimonio tuvo lugar poco después, el 6 de agosto de 1963, con Camille J. Williams, una bailarina de Las Vegas. De este segundo matrimonio, Fielding tuvo dos hijas.

## Fallecimiento
Fielding murió de un ataque al corazón el 17 de febrero de 1980, mientras se encontraba en Toronto, Canadá, donde estaba componiendo la banda sonora de la película Funeral Home. Contaba entonces con 57 años de edad.
Le sobrevivieron su segunda mujer, Camille, y dos hijas: Claudia y Elizabeth.  Fielding fue enterrado en la cripta 30 en el Glen Haven Memorial Park en Los Ángeles.

## Filmografía parcial
Cine
- Advise & Consent de Otto Preminger (1962).
- Grupo Salvaje/La pandilla salvaje (Wild Bunch), de Sam Peckinpah (1969).
- En nombre de la ley (Lawman), de Michael Winner (1971).
- Johnny cogió su fusil (Johnny Got His Gun), de Dalton Trumbo (1971).
- Los últimos juegos prohibidos (The Nightcomers), de Michael Winner (1971).
- Perros de paja (Straw Dogs), de Sam Peckinpah (1971).
- Chato, el apache (Chato's Land), de Michael Winner (1972).
- Junior Bonner (Junior Bonner), de Sam Peckinpah (1972).
- Fríamente... sin motivos personales (The Mechanic), de Michael Winner (1972).
- Scorpio (Scorpio), de Michael Winner (1973).
- Con furia en la sangre (The Deadly Trackers), de Barry Shear y Samuel Fuller (Sin acreditar) (1973)[4]
- Quiero la cabeza de Alfredo García (Bring Me the Head of Alfredo García), de Sam Peckinpah (1974).
- Los aristócratas del crimen (The Killer Elite), de Sam Peckinpah (1975).
- El halcón negro (The Black Bird), de David Giler (1975).
- Los picarones (The Bad News Bears), de Michael Ritchie (1976).
- El fuera de la ley (The Outlaw Josey Wales), de Clint Eastwood (1976).
- Harry el ejecutor (The Enforcer), de James Fargo (1976).
- Engendro mecánico (Demon Seed), de Donald Cammell (1977).
- Dos más uno, igual a dos (Semi-Tough), de Michael Ritchie (1977).
- Ruta suicida (The Gauntlet), de Clint Eastwood (1977).
- Alerta roja: Neptuno hundido (Gray Lady Down), de David Greene (1978).
- Detective privado (The Big Sleep), de Michael Winner (1978).
- Más allá del Poseidon (Beyond the Poseidon Adventure), de Irwin Allen (1979).
- Escape from Alcatraz, de Don Siegel (1979).
- Cries in the Night, de Wiliam Fruet (1980).
- Below the Belt, de Robert Fowler (1980).

Televisión
- The Jerry Fielding Show (1952)
- The Life of Riley (1953-1957)
- The Betty Hutton Show (1959-1960)
- The Tom Ewell Show (1961)
- El hombre del rifle (Rifleman) (1963)
- Broadside (1964-1965)
- The John Forsythe Show (1965)
- Los héroes de Hogan (Hogan's Heroes) (1965-1966)
- Shane (1966)
- Las aventuras de Tarzán (1966-1967)
- La conquista del espacio (Star trek) (1967)
- Él y ella (1967-1968)
- Misión imposible (Mission: Impossible) (1967-1969) Serie protagonizada por Peter Graves.
- Mannix (Mannix) (1967-1970)
- The Queen and I (1969)
- The Governor & J.J. (1969-1970)
- Los chiflados de Chicago (1971)
- McMillan y esposa (1971-1976) Serie protagonizada por Rock Hudson.
- The Brian Keith Show (1972-1973)
- Camisetas contra Pieles (1973)
- Diana (1973)
- Hawkins (1973-1974) Serie protagonizada por James Stewart.
- La mujer policía (1974) Serie protagonizada por Angie Dickinson.
- Kolchak: The Night Stalker (1974-1975)
  - On the Rocks (1975-1976)
- El hombre de los seis millones de dólares (1976) Serie protagonizada por Lee Majors.
- La mujer biónica (1976) Serie protagonizada por Lindsay Wagner.
- W.E.B. (1978)
- Mr. Horn (1979) (TV Movie)
- High Midnight (1979) (TV Movie)

## Premios y distinciones
Premios Óscar
| Año  | Categoría                   | Película                    | Resultado |
| ---- | --------------------------- | --------------------------- | --------- |
| 1969 | Mejor banda sonora original | Grupo salvaje               | Nominado  |
| 1972 | Mejor banda sonora original | Perros de paja (Straw Dogs) | Nominado  |
| 1977 | Mejor banda sonora original | El fuera de la ley          | Nominado  |

Premios Emmy
| Año  | Categoría     | Trabajo                                                                                              | Resultado |
| ---- | ------------- | --- | --------- |
| 1980 | High Midnight | Outstanding Achievement in Music Composition for a Limited Series or a Special (Dramatic Underscore) | Candidato |

En noviembre de 2009, con motivo del 40.º aniversario del estreno de The Wild Bunch, Jerry Fielding fue galardonado por su composición para esta película y por el conjunto de su obra. El premio fue recogido por su hija, Claudia Fielding.